# Simfonia núm. 17 (Mozart)
La Simfonia núm. 17 en sol major, K. 129, és una composició de Wolfgang Amadeus Mozart acabada el maig de 1772. Va ser la segona d'una sèrie de tres simfonies completada quan tenia setze anys. Tot i així, algunes de les seves seccions podrien haver estat escrites abans.
La simfonia consta de tres moviments:
1. Allegro, en compàs 4/4.
2. Andante, en compàs 2/4.
3. Allegro, en compàs 3/8.

Està instrumentada per a dos oboès, dues trompes i corda.

## Audició
- Interpretació de la Tsumugi Orchestra dirigida per Takashi Inoue (2013)

| Simfonia núm. 17 (Mozart)                                            |
|                                                                      |
| - 00′ 00″ Allegro, 4/4 - 04′ 50″ Andante, 2/4 - 10′ 10″ Allegro, 3/8 |
|                                                                      |